# Liste des hôtels de préfecture de France
Cet article recense les hôtels de préfecture des subdivisions territoriales françaises, c'est-à-dire les édifices hébergeant les services des préfectures (ou administrations équivalentes) en France.

## Édifices actuels

### Hôtels de préfecture
| #     | Édifice                                                    | Ville                 | Département              | Coordonnées                          | Illus. |
| ----- | ---------------------------------------------------------- | --------------------- | ------------------------ | ------------------------------------ | ------ |
| +001, | Hôtel de préfecture                                        | Bourg-en-Bresse       | Ain                      | 46° 12′ 09″ nord, 5° 13′ 19″ est     |        |
| +002, | Hôtel de préfecture                                        | Laon                  | Aisne                    | 49° 33′ 44″ nord, 3° 37′ 21″ est     |        |
| +003, | Hôtel de préfecture                                        | Moulins               | Allier                   | 46° 34′ 06″ nord, 3° 20′ 04″ est     |        |
| +004, | Hôtel de préfecture                                        | Digne-les-Bains       | Alpes-de-Haute-Provence  | 44° 05′ 32″ nord, 6° 14′ 17″ est     |        |
| +005, | Hôtel de préfecture                                        | Gap                   | Hautes-Alpes             | 44° 33′ 27″ nord, 6° 04′ 34″ est     |        |
| +006, | Palais des ducs de Savoie                                  | Nice                  | Alpes-Maritimes          | 43° 41′ 47″ nord, 7° 16′ 30″ est     |        |
| +007, | Hôtel de préfecture                                        | Privas                | Ardèche                  | 44° 44′ 07″ nord, 4° 35′ 58″ est     |        |
| +008, | École royale du génie de Mézières                          | Charleville-Mézières  | Ardennes                 | 49° 45′ 41″ nord, 4° 43′ 12″ est     |        |
| +009, | Hôtel de préfecture                                        | Foix                  | Ariège                   | 42° 58′ 02″ nord, 1° 36′ 21″ est     |        |
| +010, | Hôtel de préfecture                                        | Troyes                | Aube                     | 48° 17′ 52″ nord, 4° 04′ 42″ est     |        |
| +011, | Hôtel de préfecture                                        | Carcassonne           | Aude                     | 43° 12′ 53″ nord, 2° 21′ 12″ est     |        |
| +012, | Hôtel de préfecture                                        | Rodez                 | Aveyron                  | 44° 20′ 58″ nord, 2° 34′ 29″ est     |        |
| +013, | Hôtel de préfecture                                        | Marseille             | Bouches-du-Rhône         | 43° 17′ 25″ nord, 5° 22′ 48″ est     |        |
| +014, | Hôtel de préfecture                                        | Caen                  | Calvados                 | 49° 10′ 48″ nord, 0° 21′ 55″ ouest   |        |
| +015, | Hôtel de préfecture                                        | Aurillac              | Cantal                   | 44° 55′ 45″ nord, 2° 26′ 49″ est     |        |
| +016, | Hôtel de préfecture                                        | Angoulême             | Charente                 | 45° 38′ 45″ nord, 0° 09′ 25″ est     |        |
| +017, | Hôtel de préfecture                                        | La Rochelle           | Charente-Maritime        | 46° 09′ 27″ nord, 1° 09′ 26″ ouest   |        |
| +018, | Hôtel de préfecture                                        | Bourges               | Cher                     | 47° 04′ 52″ nord, 2° 23′ 43″ est     |        |
| +019, | Hôtel de préfecture                                        | Tulle                 | Corrèze                  | 45° 16′ 16″ nord, 1° 46′ 08″ est     |        |
| 2A    | Palais Lantivy                                             | Ajaccio               | Corse-du-Sud             | 41° 55′ 11″ nord, 8° 44′ 10″ est     |        |
| 2B    | Hôtel de préfecture                                        | Bastia                | Haute-Corse              | 42° 42′ 13″ nord, 9° 26′ 52″ est     |        |
| +021, | Hôtel de préfecture                                        | Dijon                 | Côte-d'Or                | 47° 19′ 30″ nord, 5° 02′ 30″ est     |        |
| +022, | Hôtel de préfecture                                        | Saint-Brieuc          | Côtes-d'Armor            | 48° 30′ 52″ nord, 2° 45′ 57″ ouest   |        |
| +023, | Hôtel de préfecture                                        | Guéret                | Creuse                   | 46° 10′ 08″ nord, 1° 52′ 10″ est     |        |
| +024, | Hôtel de préfecture                                        | Périgueux             | Dordogne                 | 45° 11′ 13″ nord, 0° 43′ 31″ est     |        |
| +025, | Hôtel de préfecture                                        | Besançon              | Doubs                    | 47° 14′ 01″ nord, 6° 01′ 15″ est     |        |
| +026, | Hôtel de préfecture                                        | Valence               | Drôme                    | 44° 56′ 08″ nord, 4° 53′ 37″ est     |        |
| +027, | Hôtel de préfecture                                        | Évreux                | Eure                     | 49° 01′ 32″ nord, 1° 08′ 33″ est     |        |
| +028, | Hôtel de préfecture Hôtel de Ligneris (1795)               | Chartres              | Eure-et-Loir             | 48° 26′ 45″ nord, 1° 28′ 54″ est     |        |
| +029, | Hôtel de préfecture                                        | Quimper               | Finistère                | 47° 59′ 40″ nord, 4° 06′ 10″ ouest   |        |
| +030, | Hôtel de préfecture                                        | Nîmes                 | Gard                     | 43° 49′ 55″ nord, 4° 21′ 47″ est     |        |
| +031, | Hôtel de préfecture                                        | Toulouse              | Haute-Garonne            | 43° 35′ 55″ nord, 1° 27′ 01″ est     |        |
| +032, | Hôtel de préfecture                                        | Auch                  | Gers                     | 43° 38′ 48″ nord, 0° 35′ 11″ est     |        |
| +033, | Hôtel de préfecture                                        | Bordeaux              | Gironde                  | 44° 50′ 15″ nord, 0° 35′ 12″ ouest   |        |
| +034, | Hôtel de préfecture                                        | Montpellier           | Hérault                  | 43° 36′ 40″ nord, 3° 52′ 36″ est     |        |
| +035, | Hôtel de préfecture (Hôtel de Cornulier ou Hôtel Martenot) | Rennes                | Ille-et-Vilaine          | 48° 06′ 49,7″ nord, 1° 40′ 28″ ouest |        |
| +036, | Hôtel de préfecture                                        | Châteauroux           | Indre                    | 46° 48′ 42″ nord, 1° 41′ 13″ est     |        |
| +037, | Hôtel de préfecture                                        | Tours                 | Indre-et-Loire           | 47° 23′ 35″ nord, 0° 41′ 31″ est     |        |
| +038, | Hôtel de préfecture                                        | Grenoble              | Isère                    | 45° 11′ 18″ nord, 5° 43′ 57″ est     |        |
| +039, | Hôtel de préfecture                                        | Lons-le-Saunier       | Jura                     | 46° 40′ 19″ nord, 5° 33′ 02″ est     |        |
| +040, | Hôtel de préfecture                                        | Mont-de-Marsan        | Landes                   | 43° 53′ 36″ nord, 0° 29′ 59″ ouest   |        |
| +041, | Hôtel de préfecture                                        | Blois                 | Loir-et-Cher             | 47° 35′ 27″ nord, 1° 20′ 02″ est     |        |
| +042, | Hôtel de préfecture                                        | Saint-Étienne         | Loire                    | 45° 26′ 33″ nord, 4° 23′ 11″ est     |        |
| +043, | Hôtel de préfecture                                        | Le Puy-en-Velay       | Haute-Loire              | 45° 02′ 28″ nord, 3° 53′ 02″ est     |        |
| +044, | Hôtel de préfecture                                        | Nantes                | Loire-Atlantique         | 47° 13′ 14″ nord, 1° 33′ 11″ ouest   |        |
| +045, | Hôtel de préfecture                                        | Orléans               | Loiret                   | 47° 54′ 01″ nord, 1° 54′ 38″ est     |        |
| +046, | Hôtel de préfecture                                        | Cahors                | Lot                      | 44° 26′ 51″ nord, 1° 26′ 32″ est     |        |
| +047, | Hôtel de préfecture                                        | Agen                  | Lot-et-Garonne           | 44° 11′ 55″ nord, 0° 36′ 53″ est     |        |
| +048, | Hôtel de préfecture                                        | Mende                 | Lozère                   | 44° 31′ 04″ nord, 3° 29′ 54″ est     |        |
| +049, | Hôtel de préfecture                                        | Angers                | Maine-et-Loire           | 47° 27′ 58″ nord, 0° 33′ 18″ ouest   |        |
| +050, | Hôtel de préfecture                                        | Saint-Lô              | Manche                   | 49° 06′ 58″ nord, 1° 05′ 44″ ouest   |        |
| +051, | Hôtel de préfecture                                        | Châlons-en-Champagne  | Marne                    | 48° 57′ 12″ nord, 4° 21′ 59″ est     |        |
| +052, | Hôtel de préfecture                                        | Chaumont              | Haute-Marne              | 48° 06′ 52″ nord, 5° 08′ 26″ est     |        |
| +053, | Hôtel de préfecture                                        | Laval                 | Mayenne                  | 48° 04′ 11″ nord, 0° 45′ 59″ ouest   |        |
| +054, | Hôtel de préfecture                                        | Nancy                 | Meurthe-et-Moselle       | 48° 41′ 39″ nord, 6° 11′ 07″ est     |        |
| +055, | Hôtel de préfecture                                        | Bar-le-Duc            | Meuse                    | 48° 46′ 26″ nord, 5° 09′ 29″ est     |        |
| +056, | Hôtel de préfecture                                        | Vannes                | Morbihan                 | 47° 39′ 29″ nord, 2° 45′ 13″ ouest   |        |
| +057, | Hôtel de préfecture                                        | Metz                  | Moselle                  | 49° 07′ 21″ nord, 6° 10′ 29″ est     |        |
| +058, | Hôtel de préfecture                                        | Nevers                | Nièvre                   | 46° 59′ 36″ nord, 3° 09′ 47″ est     |        |
| +059, | Hôtel de préfecture                                        | Lille                 | Nord                     | 50° 37′ 56″ nord, 3° 03′ 35″ est     |        |
| +060, | Hôtel de préfecture                                        | Beauvais              | Oise                     | 49° 26′ 26″ nord, 2° 04′ 36″ est     |        |
| +061, | Hôtel de préfecture                                        | Alençon               | Orne                     | 48° 25′ 57″ nord, 0° 05′ 29″ est     |        |
| +062, | Hôtel de préfecture                                        | Arras                 | Pas-de-Calais            | 50° 17′ 34″ nord, 2° 45′ 53″ est     |        |
| +063, | Hôtel de préfecture                                        | Clermont-Ferrand      | Puy-de-Dôme              | 45° 46′ 38″ nord, 3° 05′ 03″ est     |        |
| +064, | Hôtel de préfecture                                        | Pau                   | Pyrénées-Atlantiques     | 43° 17′ 46″ nord, 0° 22′ 09″ ouest   |        |
| +065, | Hôtel de préfecture                                        | Tarbes                | Hautes-Pyrénées          | 43° 14′ 03″ nord, 0° 04′ 05″ est     |        |
| +066, | Hôtel de préfecture                                        | Perpignan             | Pyrénées-Orientales      | 42° 42′ 00″ nord, 2° 53′ 37″ est     |        |
| +067, | Hôtel de préfecture                                        | Strasbourg            | Bas-Rhin                 | 48° 35′ 18″ nord, 7° 45′ 18″ est     |        |
| +068, | Hôtel de préfecture                                        | Colmar                | Haut-Rhin                | 48° 04′ 27″ nord, 7° 21′ 05″ est     |        |
| +069, | Hôtel de préfecture                                        | Lyon                  | Rhône                    | 45° 45′ 39″ nord, 4° 50′ 36″ est     |        |
| +070, | Hôtel de préfecture                                        | Vesoul                | Haute-Saône              | 47° 37′ 24″ nord, 6° 09′ 09″ est     |        |
| +071, | Hôtel de préfecture                                        | Mâcon                 | Saône-et-Loire           | 46° 18′ 27″ nord, 4° 50′ 01″ est     |        |
| +072, | Hôtel de préfecture                                        | Le Mans               | Sarthe                   | 48° 00′ 03″ nord, 0° 11′ 50″ est     |        |
| +073, | Hôtel de préfecture                                        | Chambéry              | Savoie                   | 45° 33′ 51″ nord, 5° 55′ 05″ est     |        |
| +074, | Hôtel de préfecture                                        | Annecy                | Haute-Savoie             | 45° 54′ 09″ nord, 6° 07′ 47″ est     |        |
| +075, | Hôtel de préfecture                                        | Paris                 | Paris                    | 48° 50′ 23″ nord, 2° 16′ 23″ est     |        |
| +076, | Hôtel de préfecture                                        | Rouen                 | Seine-Maritime           | 49° 26′ 46″ nord, 1° 04′ 51″ est     |        |
| +077, | Hôtel de préfecture                                        | Melun                 | Seine-et-Marne           | 48° 32′ 26″ nord, 2° 39′ 18″ est     |        |
| +078, | Hôtel de préfecture                                        | Versailles            | Yvelines                 | 48° 48′ 09″ nord, 2° 07′ 57″ est     |        |
| +079, | Hôtel de préfecture                                        | Niort                 | Deux-Sèvres              | 46° 19′ 30″ nord, 0° 27′ 57″ ouest   |        |
| +080, | Hôtel de préfecture                                        | Amiens                | Somme                    | 49° 53′ 26″ nord, 2° 17′ 47″ est     |        |
| +081, | Hôtel de préfecture                                        | Albi                  | Tarn                     | 43° 55′ 42″ nord, 2° 08′ 47″ est     |        |
| +082, | Hôtel de préfecture                                        | Montauban             | Tarn-et-Garonne          | 44° 00′ 57″ nord, 1° 21′ 23″ est     |        |
| +083, | Hôtel de préfecture                                        | Toulon                | Var                      | 43° 07′ 46″ nord, 5° 56′ 03″ est     |        |
| +084, | Hôtel de préfecture                                        | Avignon               | Vaucluse                 | 43° 56′ 54″ nord, 4° 49′ 09″ est     |        |
| +085, | Hôtel de préfecture                                        | La Roche-sur-Yon      | Vendée                   | 46° 40′ 03″ nord, 1° 25′ 41″ ouest   |        |
| +086, | Hôtel de préfecture                                        | Poitiers              | Vienne                   | 46° 34′ 51″ nord, 0° 20′ 09″ est     |        |
| +087, | Hôtel de préfecture                                        | Limoges               | Haute-Vienne             | 45° 50′ 00″ nord, 1° 15′ 25″ est     |        |
| +088, | Hôtel de préfecture                                        | Épinal                | Vosges                   | 48° 10′ 13″ nord, 6° 27′ 00″ est     |        |
| +089, | Hôtel de préfecture                                        | Auxerre               | Yonne                    | 47° 47′ 53″ nord, 3° 34′ 20″ est     |        |
| +090, | Hôtel de préfecture                                        | Belfort               | Territoire de Belfort    | 47° 38′ 20″ nord, 6° 51′ 41″ est     |        |
| +091, | Hôtel de préfecture                                        | Évry                  | Essonne                  | 48° 37′ 44″ nord, 2° 26′ 06″ est     |        |
| +092, | Hôtel de préfecture                                        | Nanterre              | Hauts-de-Seine           | 48° 53′ 50″ nord, 2° 12′ 57″ est     |        |
| +093, | Hôtel de préfecture                                        | Bobigny               | Seine-Saint-Denis        | 48° 54′ 19″ nord, 2° 27′ 01″ est     |        |
| +094, | Hôtel de préfecture                                        | Créteil               | Val-de-Marne             | 48° 46′ 55″ nord, 2° 27′ 05″ est     |        |
| +095, | Hôtel de préfecture                                        | Pontoise              | Val-d'Oise               | 49° 02′ 07″ nord, 2° 04′ 40″ est     |        |
| +971, | Hôtel de préfecture                                        | Basse-Terre           | Guadeloupe               | 15° 59′ 33″ nord, 61° 43′ 21″ ouest  |        |
| +972, | Hôtel de préfecture                                        | Fort-de-France        | Martinique               | 14° 36′ 21″ nord, 61° 04′ 04″ ouest  |        |
| +973, | Hôtel de préfecture                                        | Cayenne               | Guyane                   | 4° 56′ 15″ nord, 52° 19′ 56″ ouest   |        |
| +974, | Hôtel de préfecture                                        | Saint-Denis           | Réunion                  | 20° 52′ 33″ sud, 55° 26′ 46″ est     |        |
| +975, | Hôtel de préfecture                                        | Saint-Pierre          | Saint-Pierre-et-Miquelon |                                      |        |
| +976, | Hôtel de préfecture                                        | Mamoudzou             | Mayotte                  | 12° 46′ 32″ sud, 45° 13′ 45″ est     |        |
| +977, | Hôtel de préfecture                                        | Marigot, Saint-Martin | Saint-Barthélemy         | 18° 04′ 13″ nord, 63° 05′ 05″ ouest  |        |
| +978, | Hôtel de préfecture                                        | Marigot               | Saint-Martin             | 18° 04′ 13″ nord, 63° 05′ 05″ ouest  |        |
| +986, | Administration supérieure                                  | Mata-Utu              | Wallis-et-Futuna         |                                      |        |
| +987, | Haut-commissariat de la République                         | Papeete               | Polynésie française      | 17° 32′ 40″ sud, 149° 34′ 10″ ouest  |        |
| +988, | Haut-commissariat de la République                         | Nouméa                | Nouvelle-Calédonie       | 22° 16′ 05″ sud, 166° 26′ 35″ est    |        |

### Préfectures maritimes
- Préfecture maritime de l'Atlantique, Brest ;
- Préfecture maritime de la Manche et la mer du Nord, Cherbourg-en-Cotentin ;
- Préfecture maritime de la Méditerranée, Toulon.

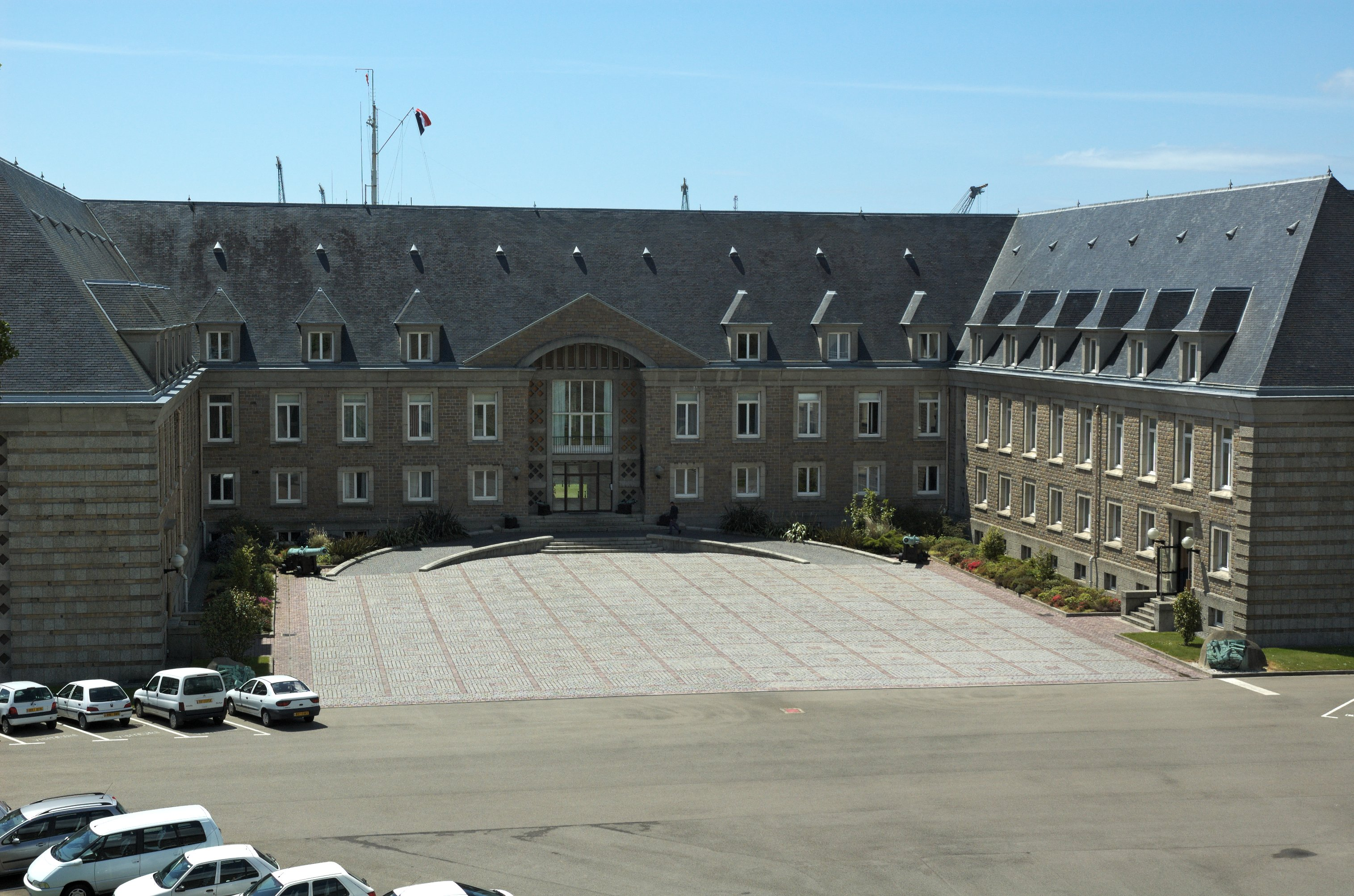
Préfecture maritime de l'Atlantique, à Brest.
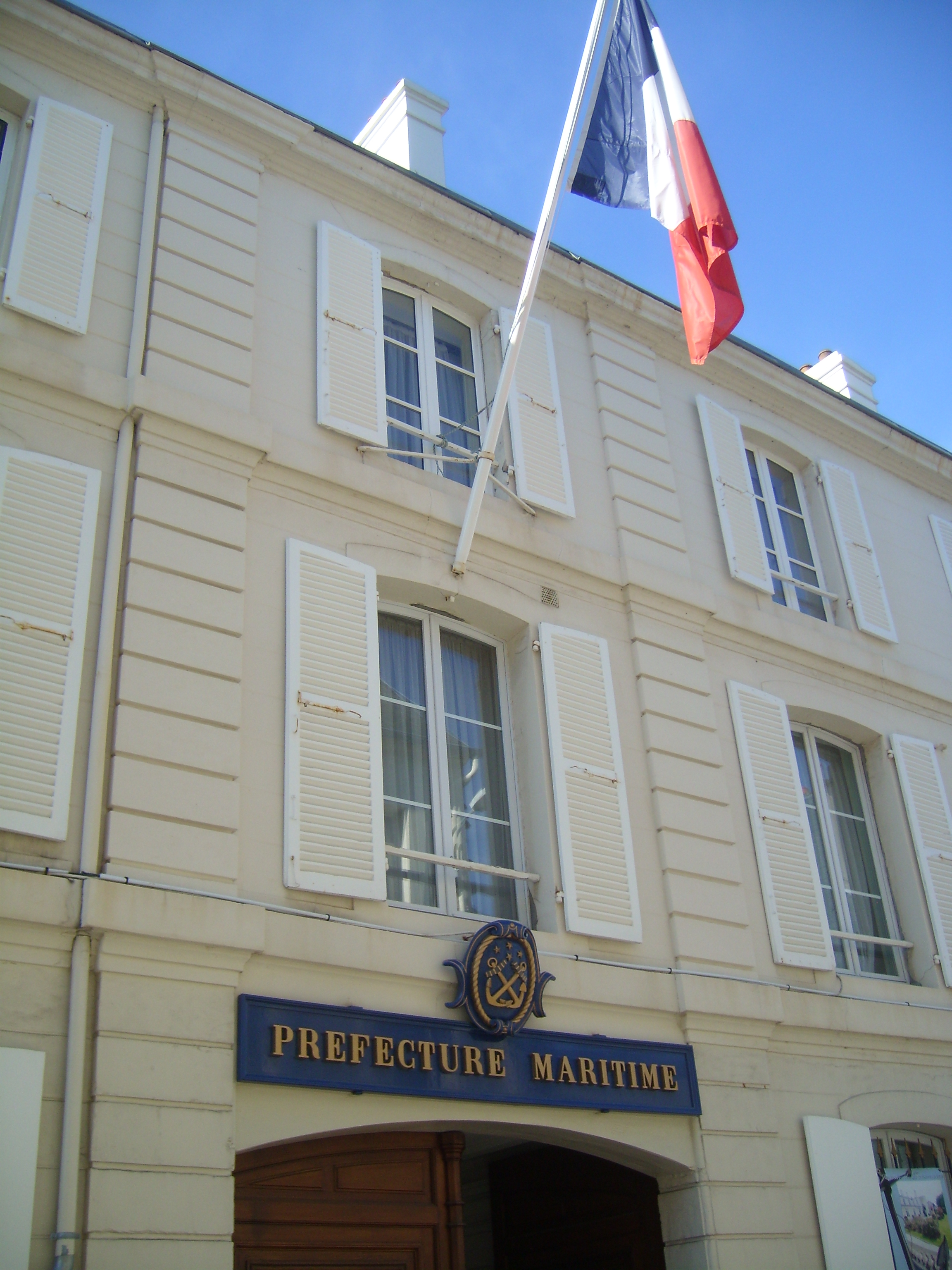
Préfecture maritime de la Manche et la mer du Nord, à Cherbourg-en-Cotentin.
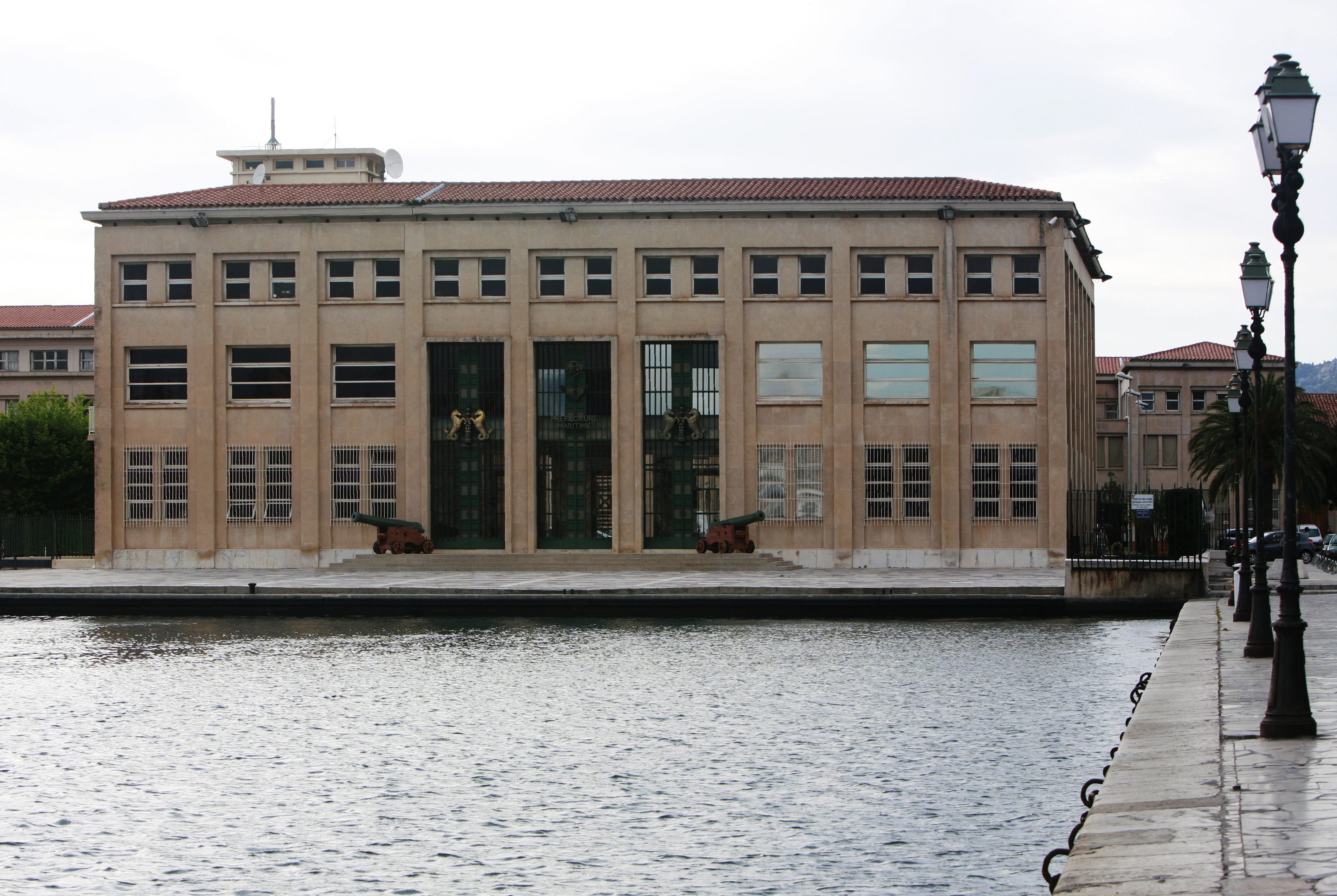
Préfecture maritime de la Méditerranée, à Toulon.

### Préfectures de police
- Préfecture de police de Paris, Paris ;
- Préfecture de police des Bouches-du-Rhône, Marseille.

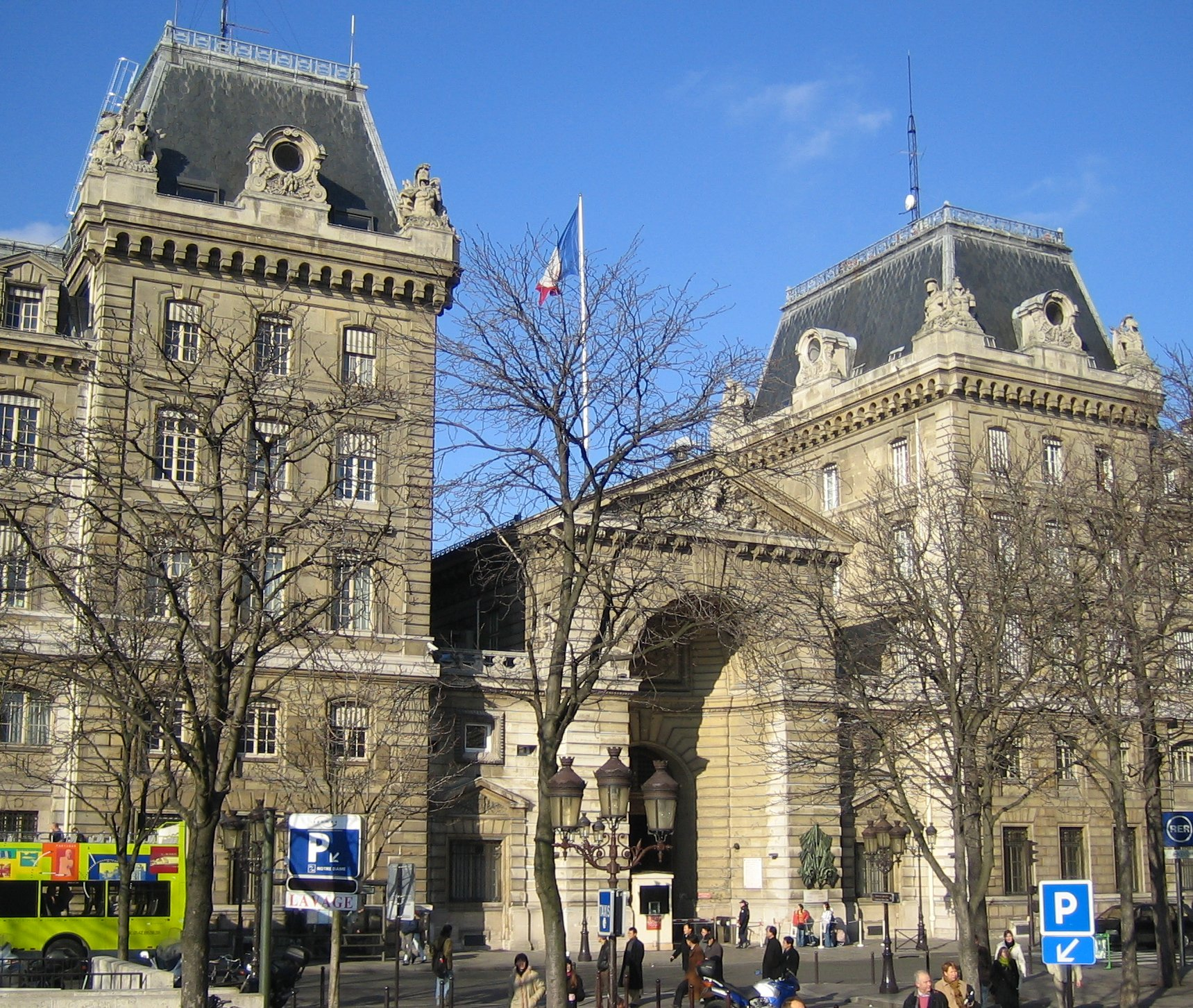
Préfecture de police de Paris, à Paris

## Anciens édifices

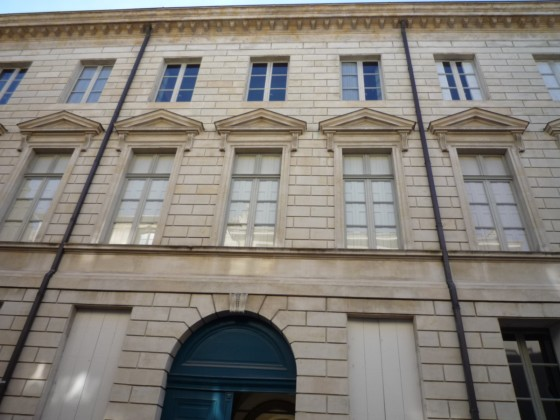
Hôtel Rivet : ancienne préfecture du Gard, à Nîmes, actuelle école supérieure des beaux-arts.

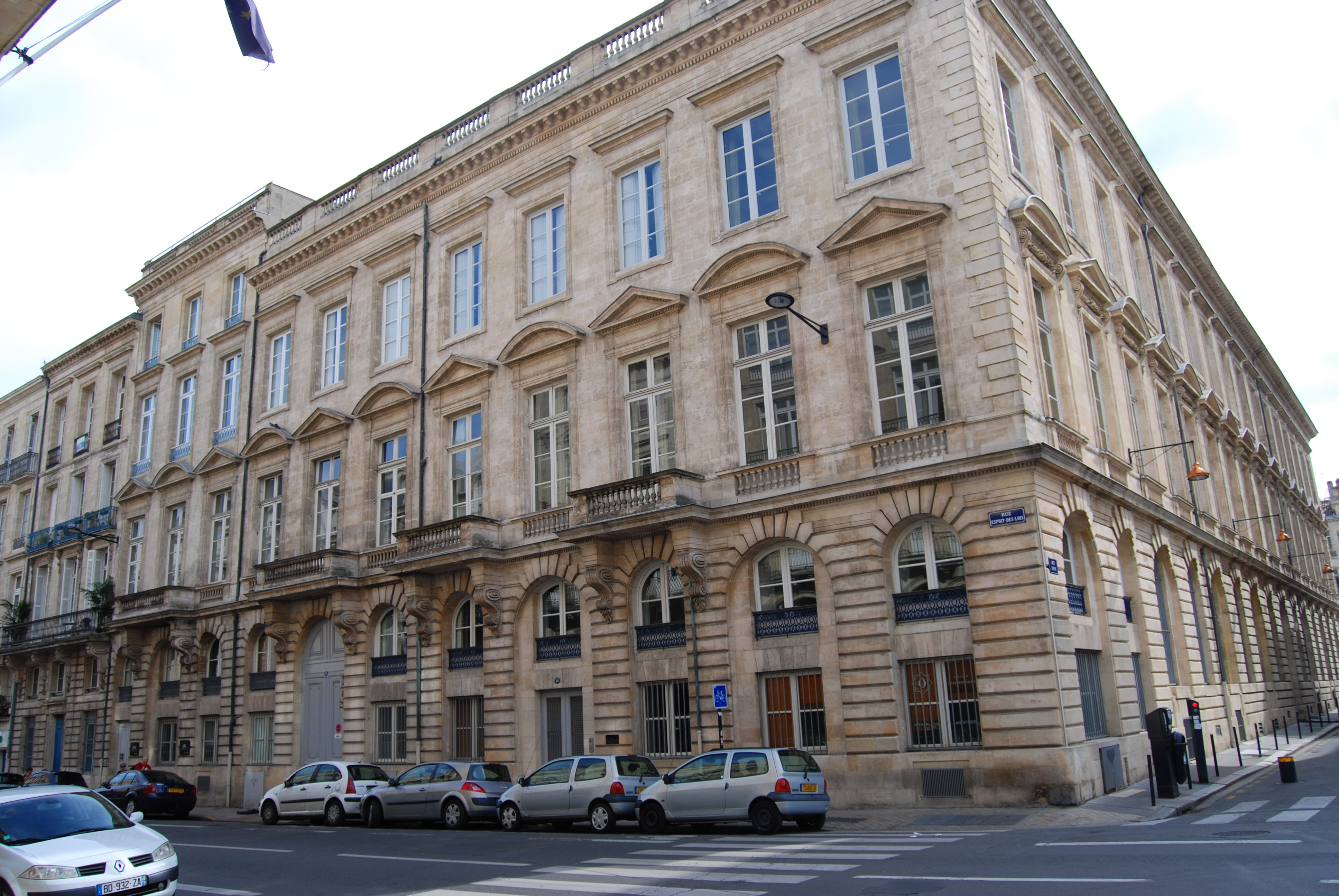
Ancien hôtel de préfecture de la Gironde, à Bordeaux.

- 01 : ancienne préfecture de l'Ain, Bourg-en-Bresse (1790-1860) ;
- 04 : ancienne préfecture des Ardennes, Charleville (1790-1808) ;
- 12 : ancienne préfecture de l'Aveyron, Villefranche-de-Rouergue (Révolution française) ;
- 13 : ancienne préfecture des Bouches-du-Rhône, Aix-en-Provence (1790-1800) ;
- 15 : ancienne préfecture du Cantal, Saint-Flour (1790-1795) ;
- 17 : ancienne préfecture de Charente-Inférieure, Saintes (1790-1810) ;
- 2B : ancienne préfecture de Haute-Corse, Bastia ;
- 26 : ancienne préfecture de la Drôme, Valence (1790-1944) ;
- 30 : ancienne préfecture du Gard (Hôtel Rivet) , Nîmes ;
- 33 : ancienne préfecture de Gironde, Bordeaux ;
- 39 : anciennes préfectures du Jura, Dole, Salins-les-Bains, Poligny (1790-1791) ;
- 42 : ancienne préfecture de la Loire, Feurs (1790-1795) ;
- 42 : ancienne préfecture de la Loire, Montbrison (1795-1855) ;
- 50 : ancienne préfecture de la Manche, Saint-Lô (1790-1944) ;
- 50 : ancienne préfecture de la Manche, Coutances (1944-1975) ;
- 59 : ancienne préfecture du Nord, Douai (1790-1803) ;
- 64 : ancienne préfecture des Basses-Pyrénées, Navarrenx (1790) ;
- 64 : ancienne préfecture des Basses-Pyrénées, Pau (1790-1795) ;
- 64 : ancienne préfecture des Basses-Pyrénées, 
Oloron (1795-1796) ;
- 69 : ancienne préfecture du Rhône, Lyon (1790-1890) ;
- 70 : ancienne préfecture de la Haute-Saône, Gray (1790-1801) ;
- 81 : ancienne préfecture du Tarn, Castres (1790-1800) ;
- 83 : ancienne préfecture du Var, Toulon (Révolution française) ;
- 83 : ancienne préfecture du Var, Grasse (Révolution française) ;
- 83 : ancienne préfecture du Var, Brignoles (Révolution française) ;
- 83 : ancienne préfecture du Var, Draguignan (1800-1974) ;
- 85 : ancienne préfecture de la Vendée, Fontenay-le-Comte (1790-1804) ;
- 95 : ancienne préfecture du Val-d'Oise, Pontoise (1965-1970) ;
- 973 : ancienne préfecture de Guyane (Hôtel des Palmistes), Cayenne ;